# Вовченко, Григорий Данилович
Григорий Данилович Вовченко (1 декабря 1906, Фурмановка, Херсонская губерния — 14 сентября 1984, Москва) — советский химик, специалист в области катализа, директор МИТХТ, первый проректор МГУ им. Ломоносова (1948—1964), кандидат технических наук, профессор кафедры общей химии МГУ.

## Биография
Родился 1 декабря 1906 года в селе Фурмановка.
В 1930 году, в возрасте 23 лет, окончил химический факультет Одесского института народного образования, где в 1931 году получил звание доцента. С 1937 г. Г. Д. Вовченко работал директором МИТХТ, после чего в 1948 году принял предложение ректора МГУ имени Ломоносова А. Н. Несмеянова стать первым проректором Московского университета (проректор по общим вопросам: 1948—1952; проректор по научно-учебной работе естественных факультетов: 1953—1964). На новом месте работы Григорий Данилович хотел больше времени уделять научным исследованиям в области катализа. С 1948 года работал профессором на кафедре общей химии, а в 1950 году организовал лабораторию механизма каталитических процессов, областью исследований которой были не только адсорбционно-каталитические процессы, но и проблемы охраны окружающей среды. За 16 лет в должности проректора профессору удалось расширить исследовательскую деятельность, увеличить численность преподавательского состава. Г. Д. Вовченко активно участвовал в организации строительства новых университетских зданий на Ленинских горах. В выпуске № 7 (1951) журнала «Техника — молодёжи» была опубликована статья профессора, в которой описан запланированный переезд Московского университета. В публикации «Величественный дворец передовой Советской науки» Г. Д. Вовченко отразил общее состояние университета в 1952 году. В августе 1953 года сделал доклад для ЦК КПСС и Совета Министров СССР о полной готовности нового комплекса зданий университета. Проректор по общим вопросам (1948—1952), проректор по научно-учебной работе естественных факультетов (1953—1964).
Был делегатом XIX съезда КПСС, консультантом Фиделя Кастро по вопросам образования. Многократно избирался членом РК КПСС Фрунзенского, Краснопресненского и Ленинского районов Москвы. Григорий Данилович Вовченко занимался научной деятельностью вплоть до самой смерти. Профессор умер 14 сентября 1984 года в Москве после тяжёлой болезни. Похоронен на Донском кладбище вместе со своей женой, Татьяной Михайловной Вовченко. Также известно, что у них было три сына, судьба которых неизвестна.

## Научные исследования
Григорий Данилович Вовченко проводил научные исследования в области катализа. Его интересовали научные основы подбора катализаторов. Г. Д. Вовченко является автором и соавтором более 450 работ, 2/3 которых научно-исследовательские.
- Воробьева Е. С., Николаев А. Л., Кирин Б. М., Вовченко Г. Д. Сравнительное изучение ферментативной активности в адсорбционных слоях различного типа. IV.Кислая фосфатаза // Журн. физ. химии, 1969, т. 43, с. 2806—2809.
- Николаев А. Л., Бенько Е. М., Вовченко Г. Д. Каталитические свойства адсорбированной кислой фосфатазы // Журн. физ. химии, 1973, т. 47, № 5, с. 1310—1311.
- Николаев А. Л., Бенько Е. М., Вовченко Г. Д. Адсорбция кислой фосфатазы на полярных носителях // Журн. физ. химии, 1973, т. 47, № 5, с. 1311—1312.
- Николаев А. Л., Писарева М. С., Вовченко Г. Д. Адсорбционная иммобилизация ферментного комплекса кислой фосфатазы и глюкоамилазы на силикагеле // Журн. физ. химии, 1982, т. 56, № 10, с. 2632—2633.
- Богдановский Г. А., Елфимова Г. И., Вовченко Г. Д.,Машников И. В.,Карпухин В. Ф.,Корженевский Э. С. Способ очистки сточных вод от формальдегида. Авт. свидетельство № 552309, приор. 30.03.77.Бюлл. № 15, 1977.

## Педагогическая деятельность
В 1948—1984 годах Г. Д. Вовченко читал курс лекций по общей химии (для студентов географического факультета), а также лекции по катализу и электрокатализу.
Григорий Данилович Вовченко участвовал в руководстве 45 кандидатских и 2 докторских диссертаций.
- Мещерякова Е. В. Влияние стабилизации на структуру и активность платиновых и родиевых катализаторов и их сплавов. Дисс.канд. хим. наук. Москва, МГУ. 1986 г.
- Машкова Л. П. Влияние отравления и термической обработки на адсорбционные и каталитические свойства рутениевых электродов-катализаторов. Дисс. канд. хим. наук. Москва, МГУ. 1972 г.

Григорий Данилович Вовченко был рецензентом научной и учебной литературы, автором и редактором учебников и учебных пособий («Общая химия», 1975; «Практикум по общей химии»). В 1956 году совместно с Ю. А. Салтановым составил «Краткий очерк факультетов и специальностей (для поступающих в МГУ)».

## Общественная и политическая деятельность
Григорий Данилович Вовченко был активным общественным и политическим деятелем. В феврале 1949 года стал председателем комиссии по подготовке мероприятий, посвященных празднованию 200-летия МГУ. В его план подготовки входило строительство нового комплекса зданий и реконструкция старых, повышение эффективности преподавания, реорганизация научной и хозяйственной деятельности университета. Г. Д. Вовченко часто принимал иностранных гостей (1949, делегация китайской демократической молодежи). В течение 20 лет был членом Советского комитета защиты мира, председателем Общества дружбы «СССР-Дания»); 16 лет являлся членом правления общества «Знание», после чего 12 лет был членом президиума. В 1952—1954 гг. был членом МГК КПСС, участником работы пленумов ЦК КПСС. Долгое время Григорий Данилович Вовченко был пропагандистом (впоследствии депутатом) Московского городского Совета, а также Фрунзенского и Краснопресненского районных Советов. Был представителем высшей школы на международных конференциях и членом административного совета ассоциации университетов в 1960—1965 годы.

## Награды
Григорий Данилович был награждён:
•	орденом Ленина
•	дважды орденом Трудового Красного Знамени
•	орденом «Знак Почета»
•	орденом Дружбы народов

## Современники о Г. Д. Вовченко
А. Н. Несмеянов: «Не помню, в какой момент меня познакомили с директором МИТХТ Г. Д. Вовченко, о деятельности которого у меня осталось настолько хорошее впечатление, что впоследствии я приложил немалые усилия, чтобы заполучить его в МГУ в качестве проректора».
А. Н. Несмеянов: «В качестве проректора по учебной работе и первого проректора я хотел привлечь профессора Г. Д. Вовченко, которого знал по предвоенной работе в Институте тонкой химической технологии и знал с лучшей стороны. После некоторых усилий это мне удалось, и мой выбор, по-моему, себя вполне оправдал».
Ревекка Фрумкина: «Вовченко был седовласый и довольно тучный человек, напоминавший маститого генерала из кино» .
Ю. Д. Золотов: «Как с химиком мы с ним не контактировали, он же практически на факультете не был, хоть он был профессором факультета, кафедры общей химии, по-моему. Но в основном он был там и как химик себя не проявлял. До университета он же, по-моему, был ректором МИТХТ. Его хорошо знал Иван Павлович Алимарин. Они, видимо, познакомились хорошо ещё в МИТХТ».
Сотрудники кафедры общей химии: «Григорий Данилович был широко образованным, глубоко принципиальным, доброжелательным и отзывчивым человеком. Память о Григории Даниловиче Вовченко навсегда останется в наших сердцах».